# Панцергренадеры

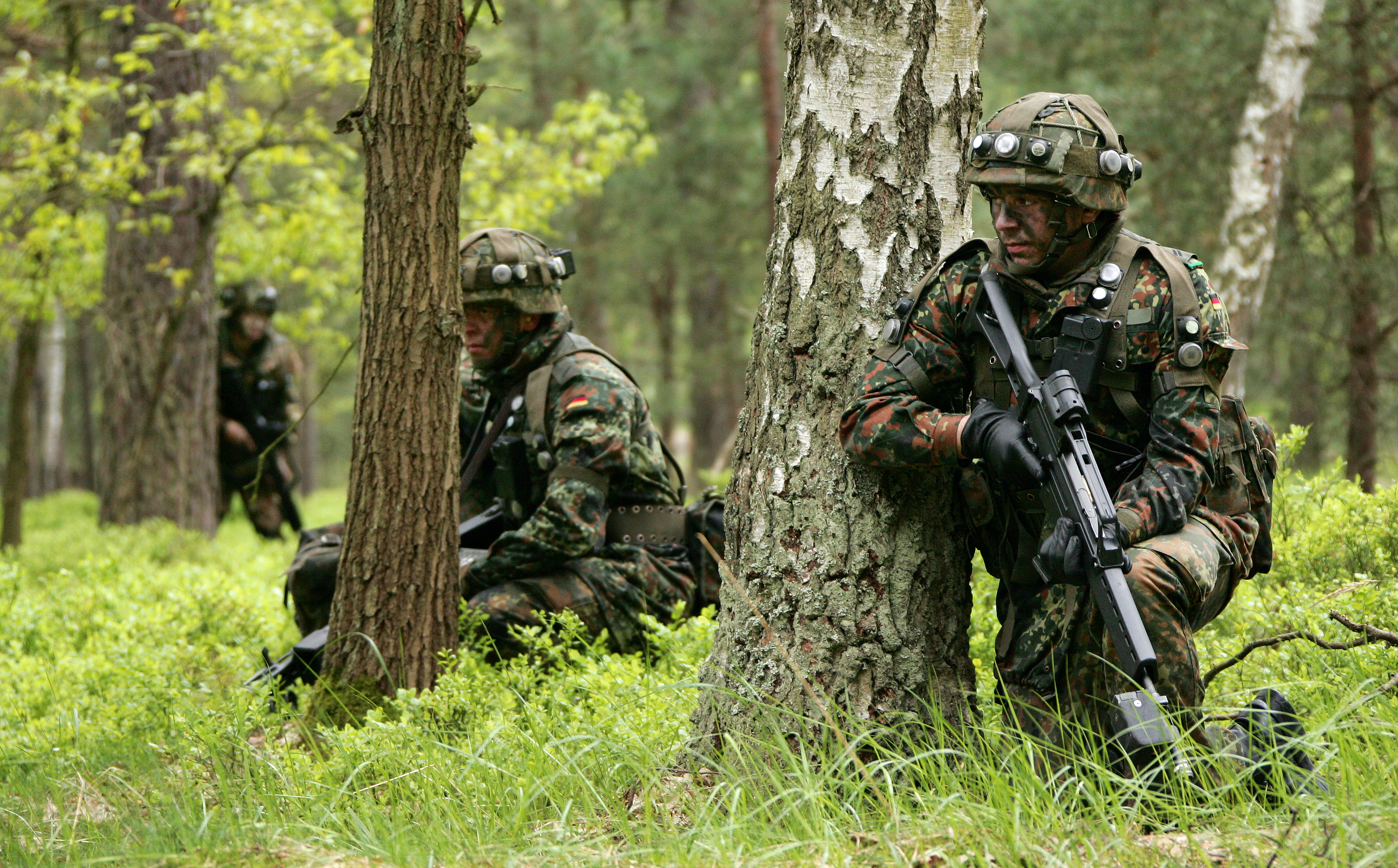
Панцергренадеры Бундесвера на учениях 2010 года.

Панцергренадеры (нем. Panzergrenadiere) — обозначение моторизованной пехоты в немецкоязычных государствах.
В советском военном деле называются моторизованная пехота (мотопехота). В настоящее время «панцергренадер» (нем. Panzergrenadier) — рядовой мотопехоты сухопутных войск Австрии, Германии и Швейцарии.

## История
Термин Panzergrenadier был введён в 1942 году и применялся в равной степени как к пехотной части танковых дивизий, так и в отношении новообразованных моторизованных дивизий (Panzergrenadier-Division). Бо́льшая часть моторизованных дивизий была создана путём преобразования обычных пехотных дивизий, сначала в моторизованные дивизии (Infanterie-Division (mot.)), а затем переименованием и в «панцергренадерские» (Panzergrenadier-Division). Дивизии при этом сохраняли тот же штатный состав и нумерацию без изменений. Преобразованы были 3, 10, 14, 16, 18, 20, 25, 29 и 60-я дивизии. Другие, такие как дивизия «Великая Германия», были созданы в течение войны. Войска СС также создали несколько моторизованных дивизий по той же схеме или путём создания новых соединений с нуля в ходе войны. Позднее, в ходе войны, часть моторизованных дивизий войск СС и сухопутных войск были преобразованы в танковые.
Моторизованные дивизии имели в составе, как правило, шесть батальонов пехоты на грузовиках, организованной в два или три полка, батальон танков и артиллерийский дивизион, разведывательные подразделения, части инженеров, противотанкистов, зенитчиков и т. д. Все эти части поддержки были также моторизованы. Хотя большинство артиллерийских, противотанковых и зенитных подразделений были оснащены оружием, которое перемещалось буксировкой за тягачами, но не являвшимся самоходным, как того требовала логика моторизованных частей. На практике моторизованные дивизии часто были оснащены самоходными штурмовыми орудиями, но не танками, из-за хронической нехватки танков в сухопутных войсках и войсках СС. С другой стороны, эпизодически у нескольких отборных соединений встречались танки, а также батальон тяжёлых самоходных штурмовых орудий для их противотанковых частей и даже бронетранспортёры в некоторых моторизованных батальонах (как правило, на бронетранспортёрах по одному моторизованному батальону на дивизию).
На бумаге моторизованная дивизия имела один танковый батальон, численно меньший танкового батальона танковой дивизии, но и, дополнительно, ещё два моторизованных батальона и, следовательно, формально была почти такой же сильной, как танковая дивизия, особенно в обороне. Из 226 моторизованных батальонов в СВ, ВВС и войсках СС в сентябре 1943 года, только 26 были оснащены полугусеничными бронетранспортёрами Sd Kfz 251 и SdKfz 250 (чуть более 11 %). Остальные же перемещались на обычных небронированных грузовиках.

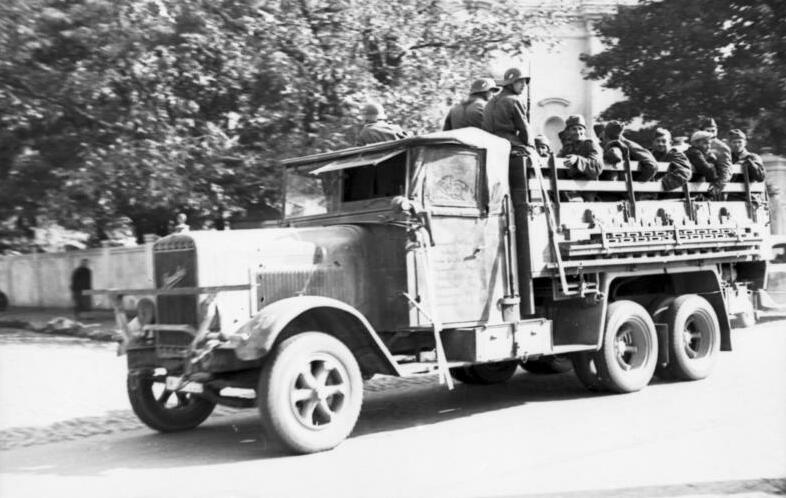
Немецкая моторизованная пехота на грузовике Хеншель 33. Польша. 1939
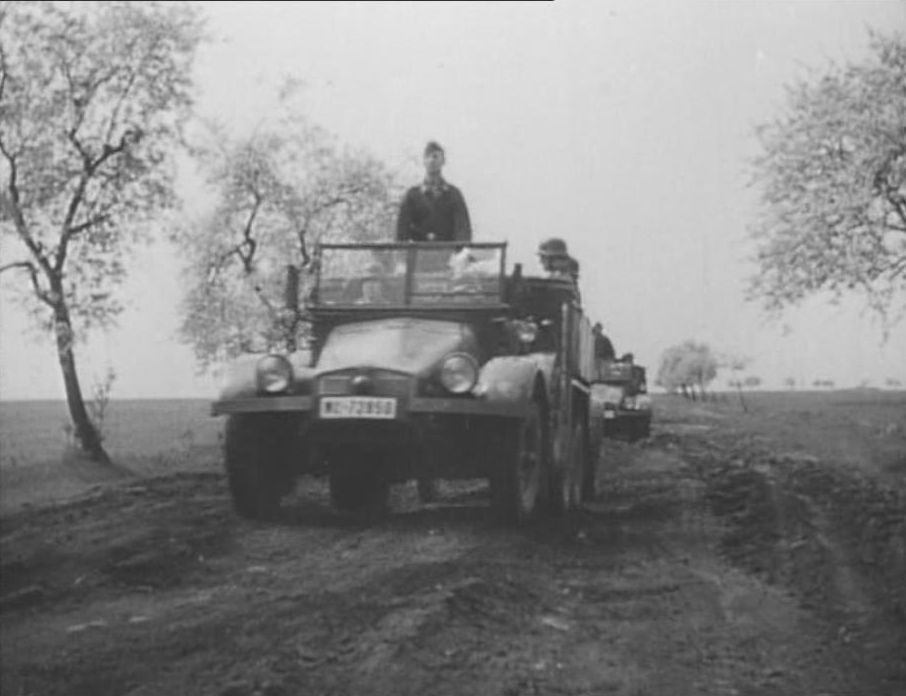
Немецкая моторизованная пехота на грузовиках. 1940
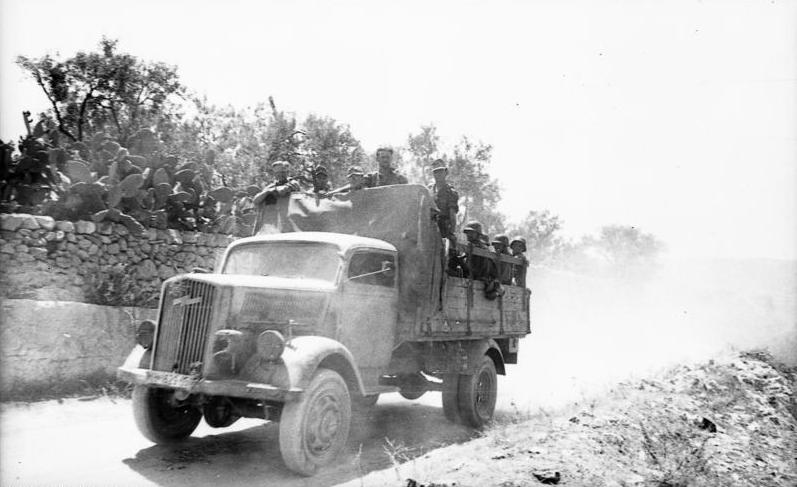
Немецкая моторизованная пехота на грузовике Опель-блиц. Италия. 1944
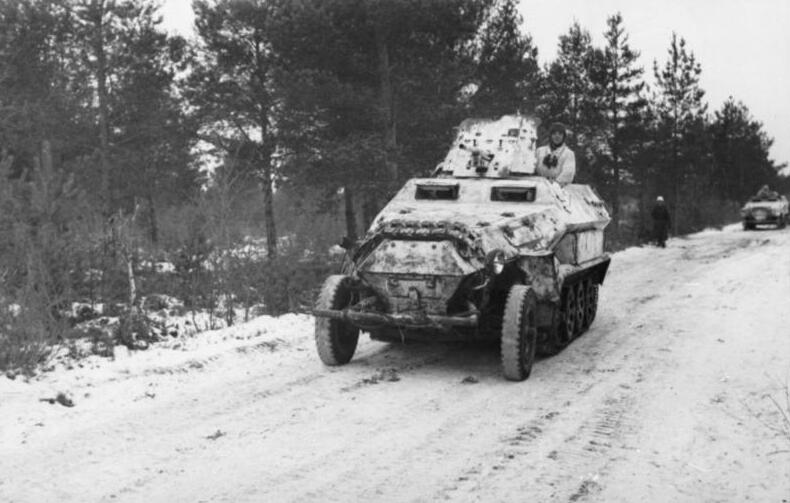
Полугусеничный бронетранспортер Sd Kfz 251
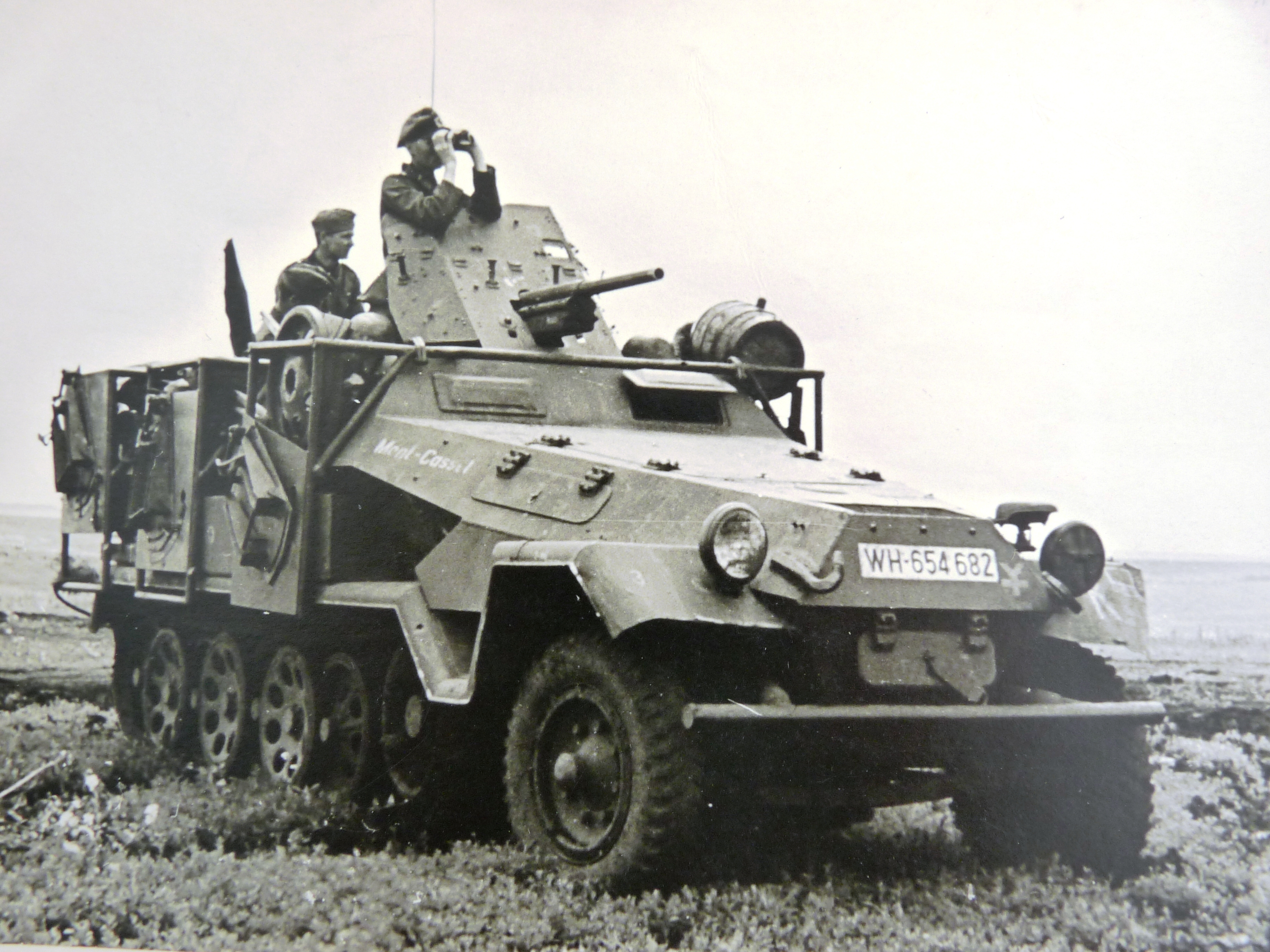
Полугусеничный бронетранспортер Sd Kfz 251
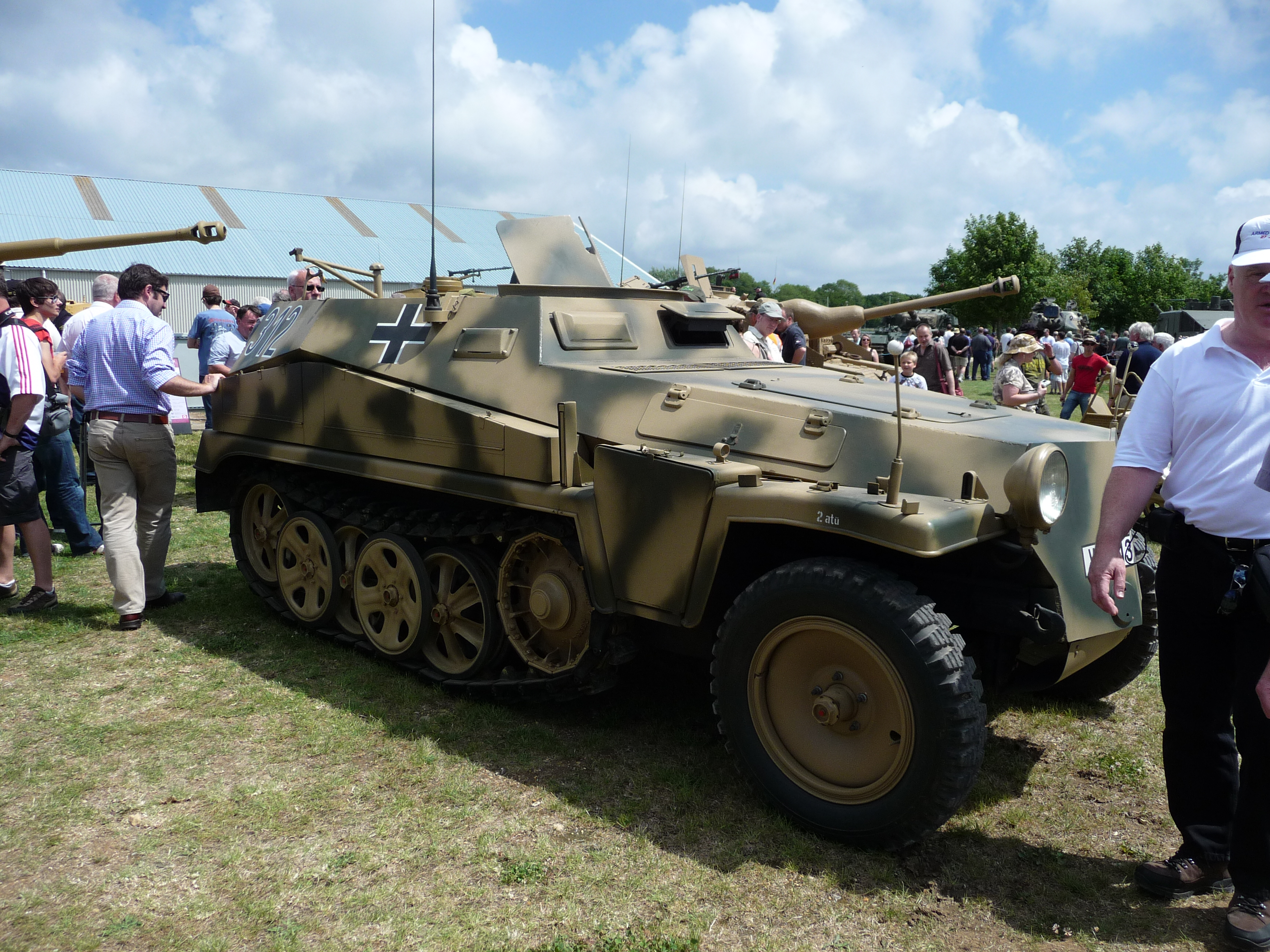
Полугусеничный БТР SdKfz 250. Фото 2009 г.

## Бундесвер

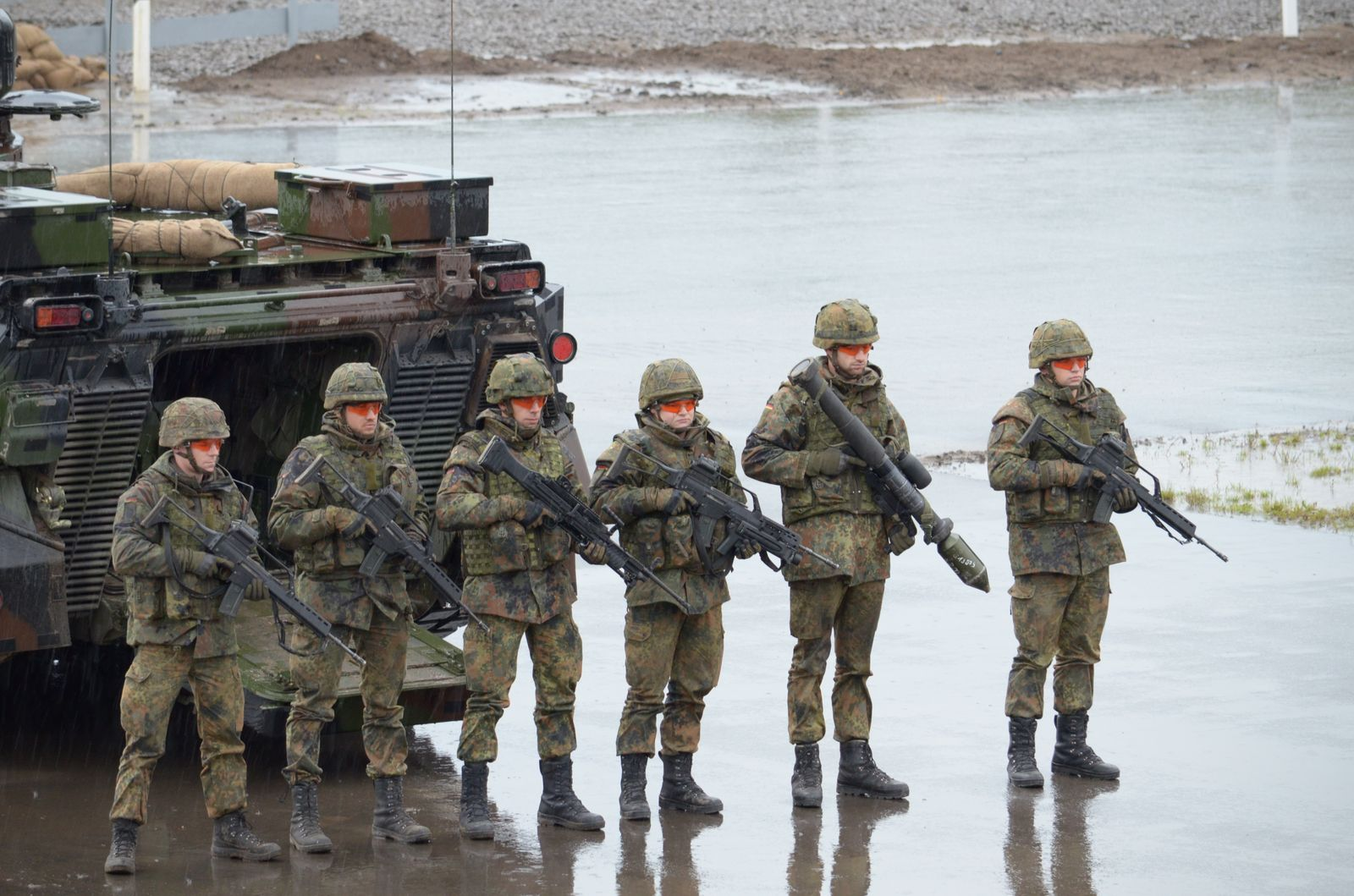
Мотопехотное отделение (десант, без экипажа БМ) (Gruppe von Panzergrenadieren) СВ Германии рядом с БМП «Мардер» 1А3, снимок 2012 года. Вооружение десанта: 4 автомата (штурмовые винтовки) HK G36, 1 ручной пулемёт HK MG4 и 1 противотанковый гранатомёт Panzerfaust 3. В составе десанта отделения две женщины. Стандартный элемент экипировки военнослужащих — защитные очки Ballistische Schutzbrille Orange / «Vermillion».

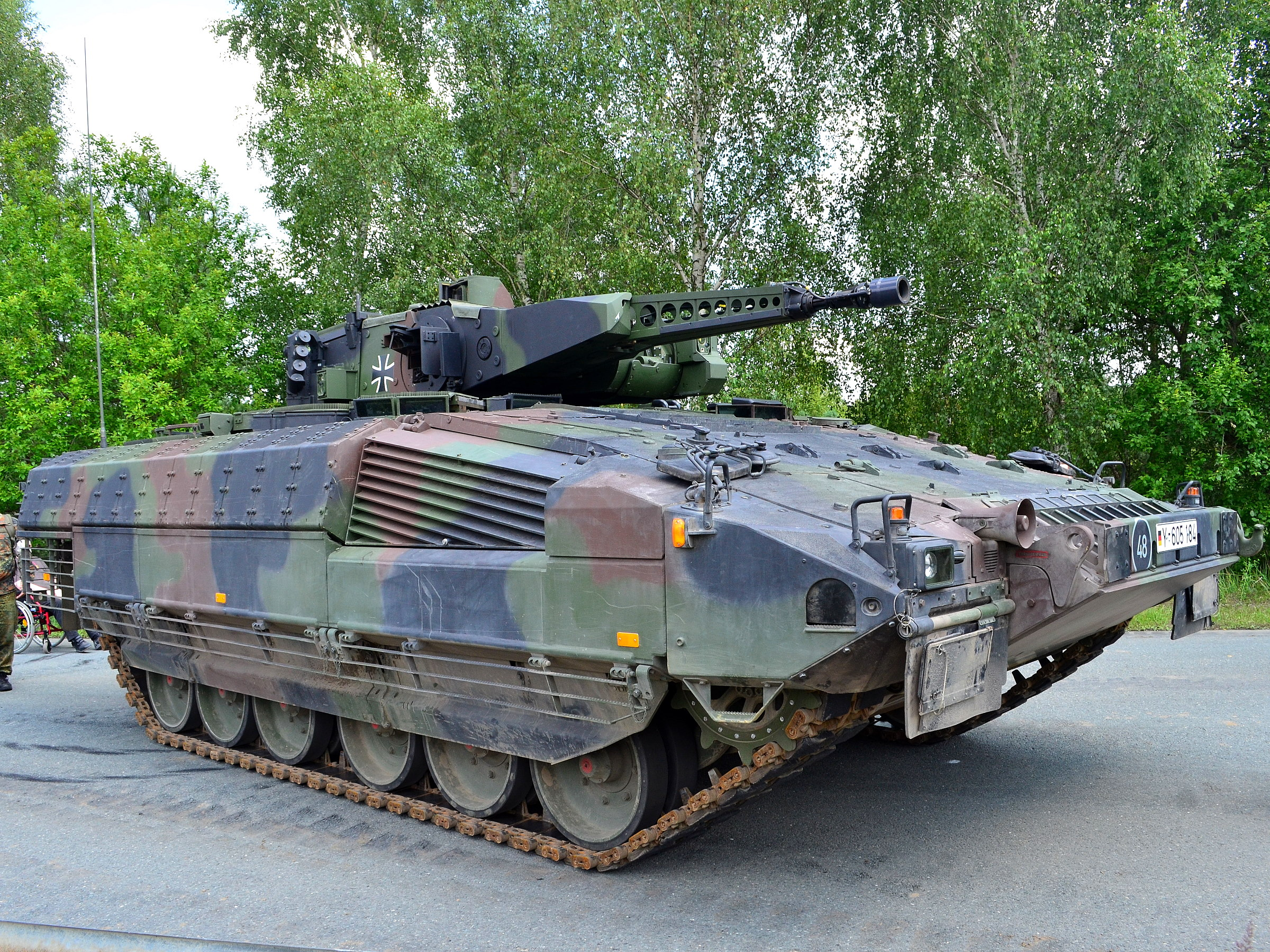
Новая БМП «Пума», 2015 год. Интегрирована и полностью совместима с комплексом индивидуальной экипировки военнослужащих IdZ Erweitertes System — «Пехотинец будущего».

В годы Холодной войны в Бундесвере было шесть мотопехотных дивизий (Panzergrenadierdivision):
- 2-я мотопехотная дивизия (2. Panzergrenadierdivision);
- 4-я мотопехотная дивизия (4. Panzergrenadierdivision);
- 6-я мотопехотная дивизия (6. Panzergrenadierdivision);
- 11-я мотопехотная дивизия (11. Panzergrenadierdivision);
- 13-я мотопехотная дивизия (13. Panzergrenadierdivision);
- 14-я мотопехотная дивизия (14. Panzergrenadierdivision).

В наши дни в Бундесвере имеется ряд мотопехотных батальонов (Panzergrenadierbataillon) на которых лежит задача поддерживать танки во время общевойскового боя:
- 33-й мотопехотный батальон (Panzergrenadierbataillon 33), Нойштадт-ам-Рюбенберге;
- 92-й мотопехотный батальон (демонстрационный) (Panzergrenadierlehrbataillon 92), Мунстер;
- 112-й мотопехотный батальон (Panzergrenadierbataillon 112), Реген;
- 122-й мотопехотный батальон (Panzergrenadierbataillon 122), Оберфихтах;
- 212-й мотопехотный батальон (Panzergrenadierbataillon 212), Аугустдорф;
- 371-й мотопехотный батальон (Panzergrenadierbataillon 371), Мариенберг;
- 391-й мотопехотный батальон (Panzergrenadierbataillon 391), Бад-Зальцунген;
- 401-й мотопехотный батальон (Panzergrenadierbataillon 401), Хагенов;
- 411-й мотопехотный батальон (Panzergrenadierbataillon 411), Фирек.

## Оснащение в наши дни

### Австрия
В австрийском Бундесхеере мотопехота оснащается БМП (боевыми машинами пехоты) ASCOD.

### Германия
В бундесвере мотопехота с 1970-х годов оснащена БМП Мардер усовершенствовавшихся модификаций, а с 2014 года оснащаются боевыми машинами пехоты «Пума».

### Швейцария
В Сухопутных войсках Швейцарии мотопехота с 2000 года оснащается БМП CV90.